# U Leskoveckého chodníka
U Leskoveckého chodníka je přírodní rezervace východně od obce Skřipov v okrese Opava. Důvodem ochrany je přirozený autochtonní porost smrku (Picea), modřínu (Larix) a jedle (Abies).